# 关门山 (本溪)

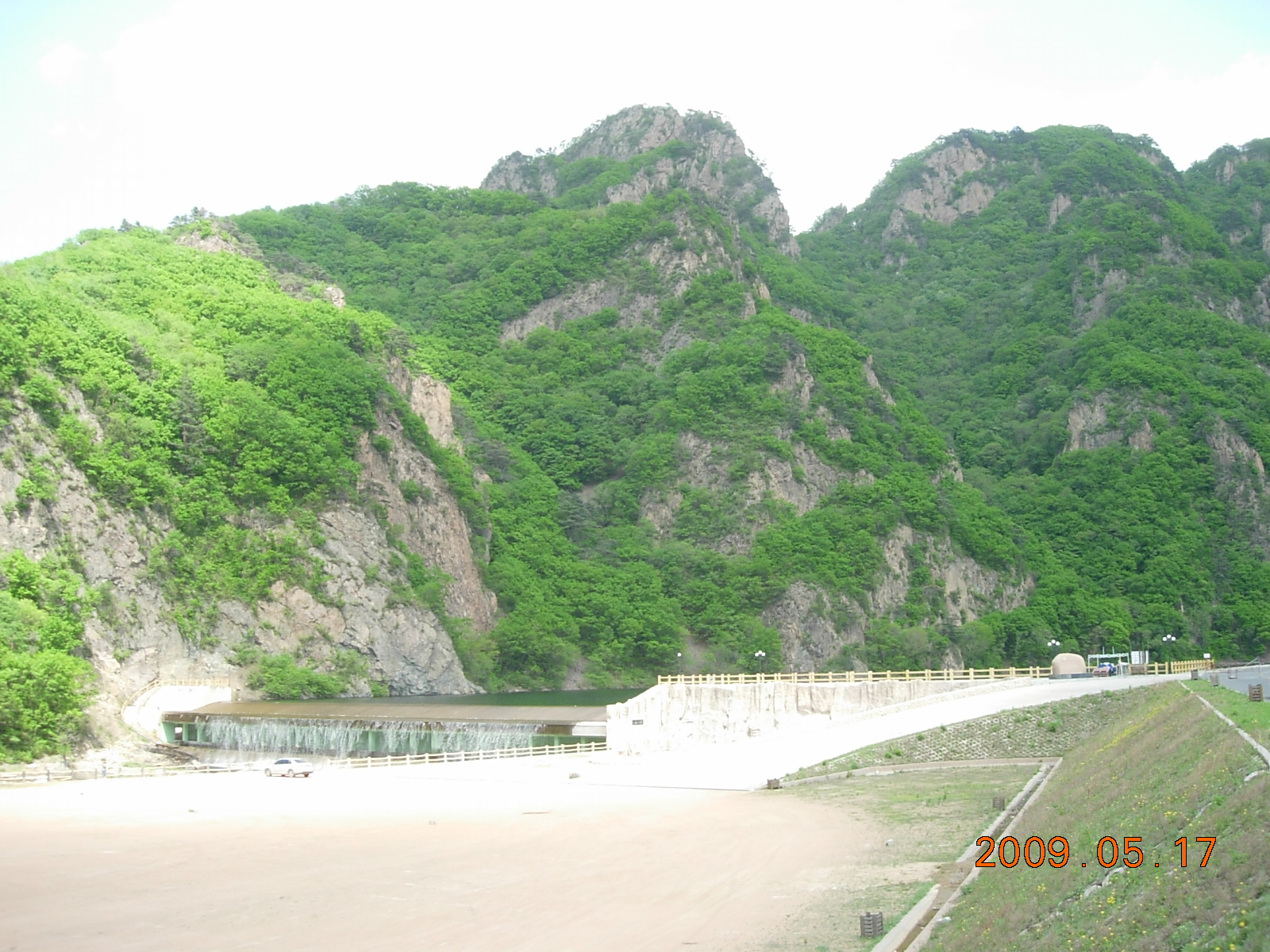
本溪关门山

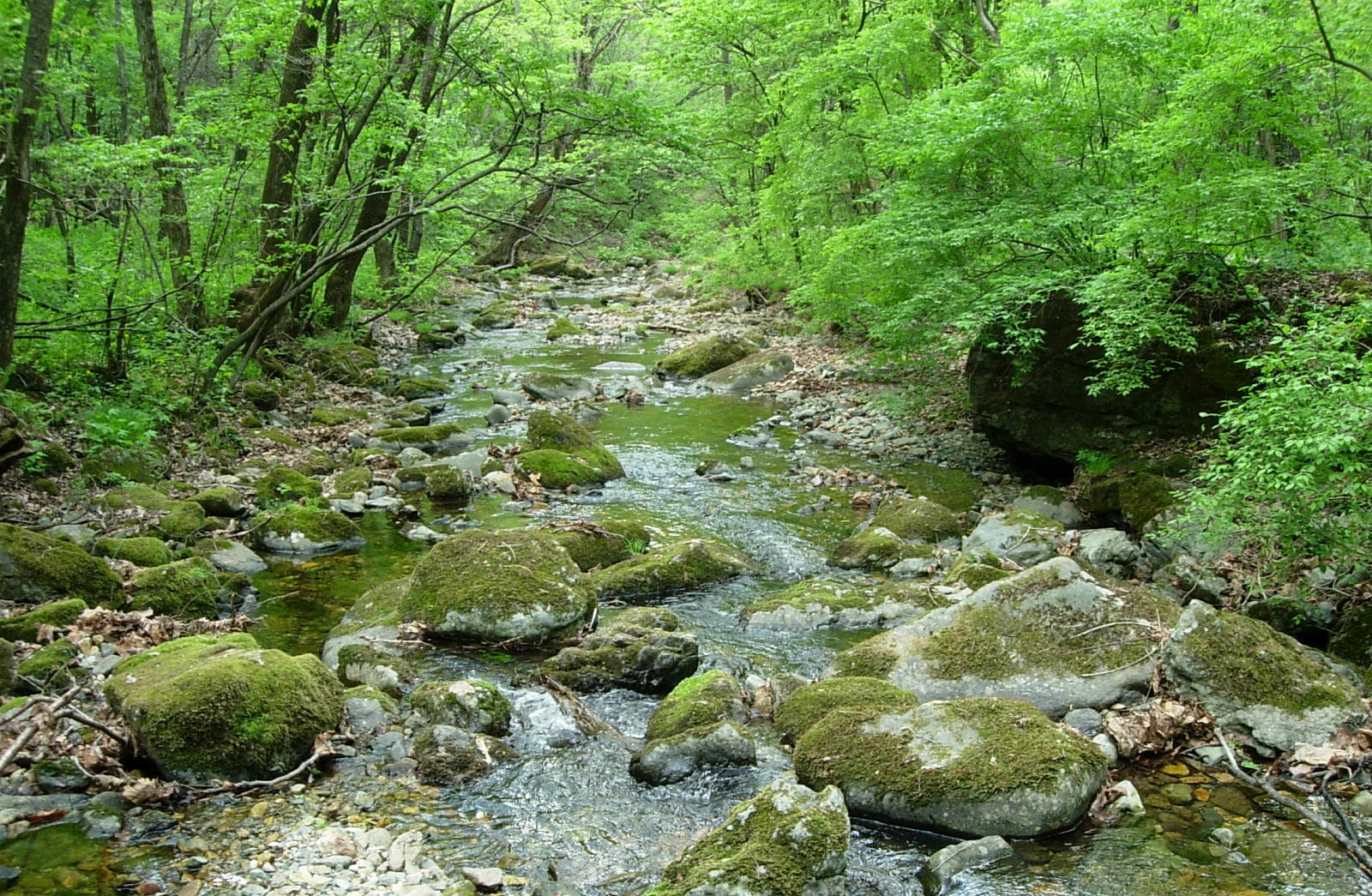
本溪关门山小溪

关门山位于本溪满族自治县境内，距本溪市区48公里，因双峰对峙，一阔一窄，一大一小，其状如门，故称关门山 。关门山以秋天的枫叶出名。本溪关门山国家森林公园是国家4A级景区。